# Maurice Blanchot
Maurice Blanchot (22. září 1907 – 20. února 2003) byl francouzský spisovatel, literární kritik a filozof. Silně ovlivnil francouzský poststrukturalismus, zejména Jacquese Derridu, Rolanda Barthese a Michela Foucaulta. Sám byl ovlivněn dílem svých přátel Georgese Bataille a Emmanuela Lévinase. Své studie věnoval například Friedrichu Hölderlinovi, Raineru Maria Rilkemu, Franzi Kafkovi, Stéphanu Mallarméovi, Markýzy de Sadovi ad.